# 1539 en musique classique
| \| • Retour à la chronologie générale de la musique classique • \| |
| Grèce • Rome • Haut Moyen Âge • VIIIe siècle • IXe siècle • Xe siècle • XIe siècle XIIe siècle • XIIIe siècle • XIVe siècle • XVe siècle • XVIe siècle • XVIIe siècle XVIIIe siècle • XIXe siècle • XXe siècle • XXIe siècle |
| • Retour à la chronologie générale de la musique classique • |

| Années en musique classique : 1536 - 1537 - 1538 - 1539 - 1540 - 1541 - 1542    |
| Décennies en musique classique : 1500 - 1510 - 1520 - 1530 - 1540 - 1550 - 1560 |

## Événements
- Een devoot ende profitelyck boecxken (Un petit livre dévot et profitable), le plus ancien ouvrage imprimé presque entièrement consacré au répertoire de chansons spirituelles néerlandaises pourvues de mélodies est publié chez Symon Cock à Anvers.

## Naissances
Vers 1539 :
- Fabrizio Dentice, compositeur italien († 1581).

## Décès
- 7 mai : Ottaviano Petrucci, imprimeur vénitien, le premier à imprimer un recueil de musique polyphonique (° 18 juin 1466).
- 20 décembre : Johannes Lupi, compositeur franco-flamand (° vers 1506).

Après 1539 :
- Dionisio Memmo, compositeur et organiste italien.